# Kayano Shigeru
Kayano Shigeru (萱野茂 ), nascido em 15 de junho de 1926 e faleceu em  6 de março de 2006 em um hospital em Hokkaido na cidade de Sapporo,  Kayano Shigeru foi uma das mais importantes vozes no mundo em defesa da cultura Ainu, sua língua e costumes, buscando os direitos políticos, culturais e humanos para o  povo Ainu com uma sabedoria indiscutível, Kayano Shigeru definia Hokkaido com uma única frase: - Hokkaido, Ainu no kuni desu (Hokkaido, o país do povo Ainu).

## O político
Foi o primeiro político Ainu na câmera alta japonesa, pelo Partido Social democrático entre 1994 a 1998, inúmeras vitórias políticas ao povo Ainu foram conquistadas, um político dedicado aos seus objetivos políticos e culturais, respeitado por todos e admirado por muitos em silêncio absoluto.
Em 8 de agosto em 1994, um homem com traços fortes, sobrancelhas largas, cabelos grisalhos surgiu no edifício onde os membros da câmera alta tem seus escritórios. Escolheu os escritórios no segundo andar.
- Meu nome é Kayano Shigeru. Disse ao homem: - Poderia você, por favor, mostrar-me meu escritório. Uma voz ao fundo disse: - Agradeço a Deus! Todos riram, inclusive Kayano.

## O escritor
Autor de mais de 25 livros sobre o povo Ainu, Kayano Shigeru busca não só divulgar a cultura Ainu, mas também busca os direitos culturais, sociais e a libertação psicológica de muitos descendentes do povo Ainu. Muitos podem sofrerem racismo ao revelarem suas origens.
Uns de seus livros traduzidos para a língua inglesa são:
- Our Land Was a Forest - Traduzido por Paperback - 1994
- The Ainu - Traduzido por Hardcover - 2004
- The Ainu And the Fox - Traduzido por Hardcover - 2006
- Ainu no mingu - Traduzido por Hardcover - 1984
- Kayano Shigeru no Ainugo jiten - Traduzido por Desconhecido - 1996
- Tsuma wa karimono - Traduzido por Desconhecido - 1994

## Homenagens
Museu Ainu – uma referência ao povo Ainu, a sua cultura, aos seus costumes e a sua história. O museu foi fundado e levando seu nome como homenagem a sua dedicação ao povo Ainu.
- Kayano Shigeru Ainu Museum Foundation